# تلفزيون مارفل
كانت شركة تلفزيون مارفل شركة إنتاج تلفزيوني أمريكية متخصصة في العروض التلفزيونية الحية والرسوم المتحركة (من خلال Marvel Animation ) والمسلسلات المباشرة إلى DVD على أساس شخصيات من مارفل كومكس .   وكان مقر القسم في موقع شركة استوديوهات أي بي سي التابعة لها.  تعاون تلفزيون مارفل أيضًا مع توينتيث سينشوري ستوديوز في إنتاج عروض تستند إلى امتياز الغرباء الرجال-إكس مثل ليجون (مسلسل) و الموهوبين (مسلسل) .    تم نقل القسم إلى استوديوهات مارفل من مارفل إنترتينمنت في أكتوبر 2019 وتم طيه في السابق بعد شهرين.  يستخدم تلفزيون مارفل حاليًا كعلامة. 

## خلفية
قامت مارفل إنترتينمنت سابقًا بترخيص عدد قليل من الشخصيات للبرامج التلفزيونية، حيث كانت عروض الرسوم المتحركة أكثر نجاحًا من عروض الحركة الحية. كان الرجل الأخضر الخارق (مسلسل) (1978-1982)، الذي أنتجته يونفرسل ستديوس وتم بثه على سي بي إس، هو المسلسل التلفزيوني الحي الوحيد الناجح من مارفل، والذي استمر لمدة خمسة مواسم. آخر مسلسل تلفزيوني، Blade: The Series ، من إنتاج نيو لاين تلفزيون (توقف الآن واندمج في تلفزيون وارنر بروس)، بعد موسم واحد على باراماونت نتورك (قناة تلفزيونية أمريكية) .  

## تاريخ

### قسم الترفيه
في 28 يونيو 2010، أعلنت شركة مارفل إنترتينمنت عن بدء مارفل تلفزيون، جنبًا إلى جنب مع تعيين جيف لوب لرئاسة القسم كنائب الرئيس التنفيذي، رئيس التلفزيون.   في أكتوبر 2010، أُعلن أن أول مسلسل تلفزيوني مباشر من تلفزيون مارفل لـ أيه بي سي سيتركز على الرجل الأخضر (مارفل) ،  الذي طوره غييرمو ديل تورو .  في ديسمبر 2010، تم الكشف عن أن ميليسا روزنبرغ كانت تطور AKA Jessica Jones ، استنادًا إلى سلسلة الكتاب الهزلي Alias وتركزت على جيسيكا جونز ، لـ أيه بي سي، من المقرر بثها في عام 2011 من موسم 2011-2012 التلفزيوني . 